# Lake Cecil
Der Lake Cecil ist ein Gebirgssee im Southland District der Region Southland auf der Südinsel von Neuseeland.

## Geographie
Der Lake Cecil befindet sich rund 2,6 km südsüdwestlich des Lake Hilda und rund 3,1 km westlich des South Fiord des Lake Te Anau. Der See umfasst eine Fläche von rund 13,7 Hektar, bei einem Seeumfang von rund 2,44 km. Die Länge des Sees, der auf einer Höhe von 628 m anzutreffen ist, beträgt rund 760 m in Nordwest-Südost-Richtung und misst an seiner breitesten Stelle rund 420 m in Westsüdwest-Ostnordost-Richtung.
Gespeist wird der Lake Cecil vom von Nordwesten zulaufenden Gorge Burn und von einigen wenigen Gebirgsbächen. Seine Entwässerung erfolgt am östlichen Ende des Sees ebenfalls über den Gorge Burn, der rund 3,2 km weiter ostnordöstlich über zwei kleinere Seen und den Gorge Falls schließlich in den South Fiord des Lake Te Anau mündet.